# Cotinga céleste
Cotinga amabilis
Espèce
Statut de conservation UICN

 LC  : Préoccupation mineure
Le Cotinga céleste (Cotinga amabilis) est une espèce de passereaux de la famille des Cotingidae.
Son aire s'étend de l'État de Veracruz au nord-ouest du Panama.